# ウラカ・フェルナンデス
ウラカ・フェルナンデス（スペイン語：Urraca Fernández, 1007年没）は、カスティーリャ出身の貴族女性で、レオン王妃に2度（951年 - 956年、958年 - 960年）、その後ナバラ王妃（970年 - 994年）となった。カスティーリャ伯フェルナン・ゴンサレスとサンチャ・デ・パンプローナの娘。

## 結婚と子女
父フェルナン・ゴンザレスの政略結婚政策に従い、941年にレオン王ラミロ2世の息子オルドーニョ3世と結婚した。この結婚で以下の子女が生まれた。
- ベルムード2世（948/53年 - 999年） - レオン王[4]

958年にレオン王オルドーニョ4世と再婚した。この結婚を通して、オルドーニョ4世は自身の王位を正当化する意図があった。この結婚で2子が生まれたが、そのうち1子の名前が知られている。
- ガルシア - オルドーニョ4世が友好条約に署名するためにコルドバを訪れた時、人質としてハカム2世に引き渡された。

962年にナバラ王サンチョ・ガルセス2世と3度目の結婚をした。この結婚で以下の子女が生まれた。
- ガルシア・サンチェス2世（994年 - 1000年）[7][8] - ナバラ王、アラゴン伯。ヒメナ・フェルナンデスと結婚。
- ラミロ（992年没）[8]
- ゴンサロ（997年没） - 兄ガルシア・サンチェス2世は最初、母ウラカにアラゴン伯領を任せたが、後にゴンサロが「レグルス（regulus）」の称号で「領地の騎士の小さな伯爵の宮廷（pequeña corte condal de caballeros de la tierra）」でアラゴン伯領を統治した[8]。
- ウラカ - 982年にアル・マンスールのもとに送られ、「アブダ」というアラビア語の名前に改名した。修道院に入る前に、アブド・アッラフマーンという息子を産んだ。この息子は祖父のサンチョに似ていたため「サンチュエロ」と呼ばれた[9][7]。

ウラカは1007年に死去し、コバルビアス聖堂参事会教会に埋葬された。ウラカの遺体は、参事会教会の内陣に置かれた石の墓に安置されている。墓は両面開きの蓋で覆われ、墓の正面にはカスティーリャとレオンの紋章がつけられている。